# Windschatten
Windschatten ist eine Zone geringerer Windgeschwindigkeit auf der windabgewandten Seite (Lee) eines Strömungshindernisses. Die historische Nutzung des Windschattens besteht in der Anlage von Baumreihen oder Wallhecken in der Feldflur, wo der Windschatten – in sechs- bis siebenfacher Länge der Baumhöhe – die Erosion verhindert. Im weiteren Sinne bezeichnet man mit Windschatten auch bei Windstille die Zone hinter einem bewegten Gegenstand. Der Windschatten hinter bewegten Gegenständen spielt eine wichtige Rolle bei verschiedenen Sportarten. Bei einem bewegten Gegenstand mit zusätzlichem Seitenwind liegt der Windschatten entsprechend der vektoriellen Addition der Windgeschwindigkeiten (vergleiche: Kräfteparallelogramm) schräg hinter dem Gegenstand.

## Segelschifffahrt
In der Segelschifffahrt ist der Effekt des Windschattens grundsätzlich negativ: Auf der windabgewandten Seite von Inseln oder Küsten hat der Segler weniger Wind und damit weniger Vortrieb – beim Wettsegeln nimmt das sich zwischen den Kontrahenten und die Windrichtung schiebende Schiff dem Gegner den Wind aus den Segeln, da es einen Windschatten erzeugt.

## Radsport

Belgischer Kreisel

Im Radsport spielt der Windschatten eine wichtige Rolle, da im flachen Gelände ab ca. 15 km/h der Luftwiderstand größer als der Rollwiderstand ist. Beim Windschattenfahren (engl. Drafting oder Slipstreaming) wird gleichermaßen ein vorausfahrender Radfahrer als Windbrecher benutzt, in dessen Schatten die Luftwiderstandskraft und damit – bei gleicher Geschwindigkeit – auch der zu seiner Überwindung notwendige Anteil an der Leistung bis zu 30 Prozent geringer ist.
Bei den meisten Disziplinen ist dies erlaubt und auch erwünscht − die Geschwindigkeit des Feldes und die taktische Vielfalt nehmen zu.

### Windschattenfahren in Gruppen
In einer speziellen Form des Windschattenfahrens, dem so genannten Belgischen Kreisel, wechseln sich die Fahrer ständig ab, so dass die Führungsarbeit zu gleichen Teilen auf alle Fahrer verteilt wird und auch die Fahrer, die sich in einer zweiten Reihe in der Rückwärtsbewegung zum Ende der Gruppe befinden, im Windschatten fahren. Nachteile dieser Formation: Durch den häufigen Führungswechsel muss der jeweils führende Fahrer deutlich schneller als die Geschwindigkeit der Gesamtformation fahren (weil er die Führung und damit ca. 1,80 bis 2,00 m immer wieder beim Führungswechsel abgibt), und die Formation arbeitet nur dann reibungslos, wenn alle Fahrer annähernd gleich stark sind.
Andere Formationen sind die Windstaffel, bei der sich jeweils nach etwa 250 m der Führende ans Ende der Gruppe zurückfallen lässt oder (ausschließlich im Training) die Doppelreihe, bei der sich beide führenden Fahrer außen an der Gruppe vorbei zurückfallen lassen.
Bei Seitenwind fährt man bei allen Formen des Windschattenfahrens seitlich versetzt. Zum Beispiel fährt bei von links vorne kommendem Wind der erste Fahrer auf der linken Straßenseite, die anderen reihen sich jeweils rechts von ihrem Vordermann auf, wobei das Vorderrad je nach Winkel des schräg einfallenden Windes im Mittel etwa auf Höhe des Tretlagers des Vordermannes sein sollte. Hierdurch kann sich, durch die begrenzte Breite der Straße, jeweils nur eine begrenzte Anzahl von Fahrern an der Gruppe beteiligen (20 bis 25), so dass es bei den belgischen Frühjahrs-Klassikern mit vom Atlantik auf den langen Geraden schräg einfallendem Wind schon allein deswegen schnell zur Aufteilung des Feldes in viele Gruppen kommt. Um dies zu forcieren, kann der führende Fahrer auch statt auf der Windeinfallsseite (im Beispiel links) in der Mitte bzw. fast rechts auf der Straße fahren, um nur einen kleinen Teil der Gruppe „mitzunehmen“. Diese Technik nennt man daher auch „auf der Windkante abhängen“.
Ausreißer, die sich vom Hauptfeld absetzen wollen, haben in der Regel nur dann eine reelle Chance auf Erfolg gegenüber dem Peloton, wenn sie sich im Windschattenfahren gegenseitig abwechseln.
Genaue Untersuchungen mit dem mobilen SRM Training System haben ergeben, dass
- die Luftwiderstandsminderung an unterschiedlichen Positionen einer Reihe von Fahrern – etwa beim Bahnvierer – verschieden hoch ist. Der letzte Fahrer muss eine bis zu 15 Prozent höhere Luftwiderstandskraft als die im Windschatten des ersten Mannes vorausfahrenden überwinden;
- auch der führende Fahrer – überraschenderweise und im Gegensatz zum Segeln (s. o. Wind aus den Segeln nehmen) – eine Minderung der Luftwiderstandskraft erfährt.

Auch bei Tourenfahrten kann es insbesondere bei Gegenwind wichtig sein, dass weniger leistungsfähige oder windanfälligere – etwa weil mit weiter, flatternder Bekleidung oder voluminösem Gepäck seitlich am Rad, oder einfach körperlich kleinere – Personen den Windschatten der als ersten Fahrenden so weit wie möglich ausnutzen, um als Gruppe zusammenzubleiben.

### Triathlon und Einzelzeitfahren
Lediglich beim Triathlon auf der Lang- und Mitteldistanz, sowie bei vielen Wettkämpfen auf der olympischen Distanz und der Sprintdistanz (steht in den jeweiligen Veranstaltungsausschreibungen und bspw. im Regelwerk der Deutschen Triathlon Union) und beim Einzelzeitfahren ist das Windschattenfahren verboten und wird mit Disqualifikation bzw. Zeitstrafen bestraft, da es als Verfälschung der eigenen Leistung angesehen wird. Insbesondere bei den langen Geraden der Ironman-Strecke auf Hawaii durch die Vulkan-Wüste bei starken Gegenwinden und hohen Temperaturen tritt Windschattenfahren aufgrund des sehr unterschiedlichen Leistungsniveaus aller Beteiligten sehr häufig auf und wurde gerade in den beiden letzten Jahren zum Reizthema, da regelrechte Sicherheitsabstände vorgeschrieben waren.

### Schrittmacherrennen und Rekordversuche
Durch den Windschatten schuf man auch sportliche Sonderdisziplinen wie z. B. das Steherrennen, bei dem hinter speziellen Motorrädern, die mit einem stählernen Abstandshalter, der Rolle, ausgerüstet sind, auf Radrennbahnen Geschwindigkeiten bis zu 100 km/h im Rennen erzielt werden. In Deutschland erfreute sich dieser Sport seit den 1920er Jahren besonderer Beliebtheit bis hin in die 1980er Jahre, als meist Deutsche den Weltmeister stellten. Eine Steherbahn existiert heute noch in Solingen.
Am 3. Oktober 1995 erreichte der Niederländer Fred Rompelberg auf den Bonneville Flats in der Großen Salzwüste  in Utah (USA) auf seinem Spezialrad hinter einem Dragster-Rennwagen mit riesigem Windschild eine Geschwindigkeit von 268,831 km/h.
Siehe dazu auch: Steher-Weltrekorde auf dem Grenzlandring.

## Inlineskaten
Beim Inlineskaten hat der Windschatten – trotz der geringeren Geschwindigkeit – durch den geringer möglichen Abstand zum Vordermann noch eine größere Sogwirkung als beim Radsport. Allerdings ist zum optimalen Ausnutzen des Windschattens ein einheitlicher Schritt der Beteiligten nötig. Daher müssen die Skatebewegungen in einem einheitlichen Rhythmus ausgeführt werden, damit die Windschattengruppe den Abstand zum Vordermann minimieren und somit die Geschwindigkeit maximieren kann. Günstige Positionen innerhalb einer Windschattengruppe sind die ersten Positionen nach dem Führenden. Nicht nur bei Tempowechseln kommt es im hinteren Teil der Windschattengruppe zum so genannten „Ziehharmonika-Effekt“. Geringe Geschwindigkeitsdifferenzen in der Gruppe erzeugen weiter hinten in der Gruppe „Löcher“ zwischen den Skatern. Bei Tempoverschärfungen können die Skater oft die Lücke zum Vordermann nicht mehr schließen und müssen somit abreißen lassen.
Wie beim Radfahren hat der Windschatten beim Inlineskaten einen entscheidenden Einfluss auf den Rennverlauf.
Beim Eisschnelllauf mit Massenstart oder Mannschaftsverfolgungsrennen spielt Windschatten eine große Rolle, während beim paarweisen Lauf getrennt (und wechselweise) auf Innen- und Außenbahn Windschatten großteils vermieden wird.

## Motorsport
In vielen Kategorien des Motorsports wird der Windschatten genutzt, um beim Überholvorgang nahezu gleichwertiger Rennwagen oder Motorräder einen Geschwindigkeitsvorteil zu erlangen. Dabei lässt sich der Hinterherfahrende in der ruhigen Zone des Vordermanns an diesen heransaugen und versucht dann mithilfe der überschüssigen Geschwindigkeit von bis zu 25 km/h an ihm vorbeizukommen.
Vor allem auf Geraden und in Steilkurven bringt das Fahren im Windschatten Vorteile. Daher sind insbesondere auf Ovalkursen, wie sie heute unter anderem noch in der IndyCar Series und den NASCAR-Serien befahren werden, Windschatten-Duelle nahezu ständig zu beobachten. Hierbei können sich jedoch gefährliche Karambolagen ereignen.
Bei Sportwagenrennen, wie z. B. dem 24-Stunden-Rennen von Le Mans mit seinen langen Geraden, ist das Windschattenfahren ein wichtiges Element, um Kraftstoff zu sparen, da jeder zusätzliche Boxenstopp Zeit kostet.
Im Tourenwagen-Sport wird der Windschatten teilweise verwendet, um im Qualifying eine bessere Rundenzeit zu erzielen. Dazu fahren mehrere Autos (meist eines Teams oder eines Herstellers) über eine längere Distanz in geringem Abstand hintereinander. Eine extreme Form, das Schieben des Vordermannes, das auch zur Erhöhung der eigenen Geschwindigkeit führt, wird in der NASCAR-Szene Bumpdraft genannt.
In der Formel 1 hatte der Windschatten früher eine größere Bedeutung, da er besser für Überholmanöver genutzt werden konnte. Seit etwa Mitte der 1980er Jahre sorgen Diffusoren und sonstige Luftleitelemente (z. B. Winglets) zunehmend für tückische Verwirbelungen am Heck (Dirty Air), die bei unmittelbar Nachfolgenden die Fahrzeugkontrolle speziell auf der Vorderachse und somit den Überholvorgang erschweren. Ähnlich wie in der Formel 1 gilt dies für andere Rennsportserien auch. Je komplexer und ausgefeilter die Aerodynamik eines Fahrzeuges ist, desto schwieriger gestaltet sich das Fahren im Windschatten. 

## Wintersport
Bei immer mehr Wintersportarten werden inzwischen Massenstarts durchgeführt, sodass die Frage von Laufen beziehungsweise Fahren im Windschatten immer wichtiger wird. Beim Skicross kommt zusätzlich das Problem hinzu, dass es steil bergab geht. Hierdurch ist es erforderlich, möglichst spät vor dem Ziel aus dem Windschatten herauszutreten, so dass der Gegner bis zum Ziel keine Chance hat, als dann Folgender erneut anzugreifen. Hierbei muss man auch die Schwerkraft berücksichtigen, durch die entsprechende Überholmanöver begünstigt werden.

## Schwimmen
Auch beim Schwimmen spielt der verringerte Strömungswiderstand beim Drafting eine Rolle. Auch wenn es sich nicht um das Medium Luft handelt, sondern um Wasser, wird dafür z. T. der Begriff Windschattenschwimmen verwendet.

## Straßenverkehr
Was eingespielte Lkw-Lenker beim Konvoi-Fahren schon praktizieren können, ist Treibstoff-Sparen durch Rücksicht und Hintereinanderfahren, das durch Gesetze jedoch limitiert wird (Abstandswahrung). Systeme zur Ausnutzung des Windschattens ohne Beeinträchtigung der Verkehrssicherheit und in Übereinstimmung mit dem Straßenverkehrsgesetz, das sogenannte Platooning, befinden sich in der Entwicklung. D.h. mit dem Aufkommen autonom gesteuerter Kfz und ihrer Vernetzung mit den vorausfahrenden Fahrzeugen wird Windschattenfahren zwischen LKW und Pkw sicherer und damit praktikabel werden.

## Luftfahrt
Im Gegensatz zu Rad- oder Motorsport, bei denen der Windschatten positiv wirkt, ist es in Luftfahrt und Luftsport negativ. Würde ein Flugzeug im Windschatten („Wirbelschleppe“) eines anderen Flugzeugs fliegen, hätte das zur Folge, dass die Tragflächen des „verfolgenden“ Flugzeugs nicht mehr ausreichend angeströmt werden und das Flugzeug absackt oder im schlimmsten Fall ins Trudeln gerät. Aus diesem Grund fliegen Flugzeuge, die in engen Formationen fliegen, wie es manchmal bei Flugvorführungen zu sehen ist, in minimal unterschiedlichen Höhen. Teilweise kann sogar der Windschatten eines Flugzeugs diesem selbst zum Problem werden. So hatte die Lockheed P-38 Lightning durch ihre Konstruktion die Eigenschaft, dass sie bei einem längeren Sturzflug nicht bzw. schwer abzufangen war, weil die Flügel zwischen Motoren und Gondel einen so großen Windschatten erzeugten, dass das Höhenruder nicht mehr angeströmt wurde und somit nicht mehr funktionierte. Gelöst wurde das Problem mit Sturzflugbremsen, die das Flugzeug so weit verlangsamen, dass das Höhenruder wieder angeströmt wird.

Oben: Normalflug; Unten: „Deep Stall“ – Höhenleitwerk im Windschatten

Auch der sogenannte Deep Stall ist ein Problem, welches sich auf die Auswirkungen des Windschattens zurückführen lässt. Wenn bei einem Flugzeug mit T-Leitwerk die Strömung abreißt und die Längsneigung groß genug ist, so werfen die Tragflächen einen Windschatten auf das Leitwerk. Es kann dadurch nicht zur Steuerung beitragen, weil es nicht mehr angeströmt wird. Dann ist es praktisch unmöglich, diesen gefährlichen Zustand zu beenden.
Ähnlich ist es auch bei Fallschirmspringern. So darf ein Fallschirmspringer nicht über dem Fallschirm eines anderen verweilen, weil durch den Windschatten des unteren der Luftwiderstand des oberen Fallschirmspringers sinkt und dazu führt, dass der Fallschirm zusammenfällt. Im schlimmsten Fall fällt der obere Fallschirmspringer auf den Fallschirm des unteren. Allerdings bietet diese "Anziehung" beim artistischen Kunstsprung die Möglichkeit, dass sich der obere mit den Beinen auf die Kappe des unteren stellt, sofern beide Schirme auch eine gewisse Vorwärtsfahrt machen.

## Vogelflug (Analogie)

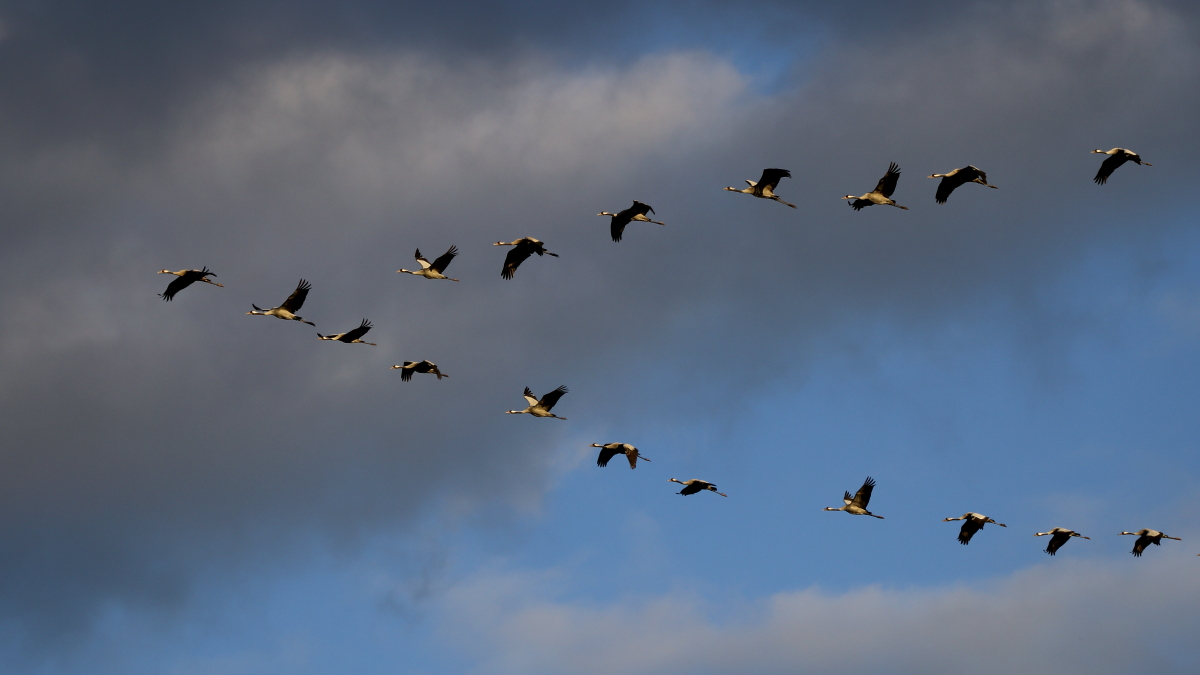
Kraniche in V-Formation

Wie ein Luftfahrzeug bewirkt auch jeder fliegende Vogel in der Spur hinter sich eine Abwärtsströmung, ein charakteristisches Stück rechts und links neben sich jedoch eine ausgleichende Aufwärtsströmung, die einem seitlich knapp dahinter fliegenden Vogel kraftmäßig erleichtert, ausreichend Auftrieb zu erzeugen. Eine Gruppe von miteinander fliegenden Vögeln bildet daher gerne eine Pfeilformation aus, insbesondere beim gleichmäßigen Ziehen in eine Richtung. Hier wird nicht der Luftwiderstand wie beim klassischen Windschatten verringert, sondern der Auftrieb durch Synergie erleichtert.

## Sprachgebrauch
Sehr häufig findet man im deutschsprachigen Bereich die Verwendung, dass Person B im „Windschatten“ von Person A zum Erfolg gefunden hätte, was in der Regel bildlich nichts anderes besagen soll, als dass Person A für B den Weg gleichsam vorbereitet hätte und B weniger Widerstand zu überwinden hatte.
Der Hang mancher Journalisten zu einer bildlichen Sprache bringt allerdings auch einen nicht unbedingt passenden Gebrauch mit sich, wenn damit nur im Sinne von „im Gefolge von“ gemeint ist, wie z. B. bei „Sozialpläne im Windschatten von Hartz IV“. Hier wie auch in vielen anderen Fällen würde auch „Schatten“ genügen.